# Thomas Russell Crampton
Pour les articles homonymes, voir Crampton.
Thomas Russell Crampton (6 août 1816 - 19 avril 1888) est un ingénieur anglais né à Broadstairs, Kent.
Il est surtout connu pour avoir conçu la locomotive Crampton mais il s'est intéressé à de nombreux domaines de la technique et notamment au télégraphe électrique ainsi qu'au  tunnel sous la Manche pour lequel il inventa une machine à forer.
La disposition du foyer de la locomotive Crampton sera reprise sur de nombreux modèles et ce type de foyer portera le nom de son inventeur.

## Locomotives Crampton

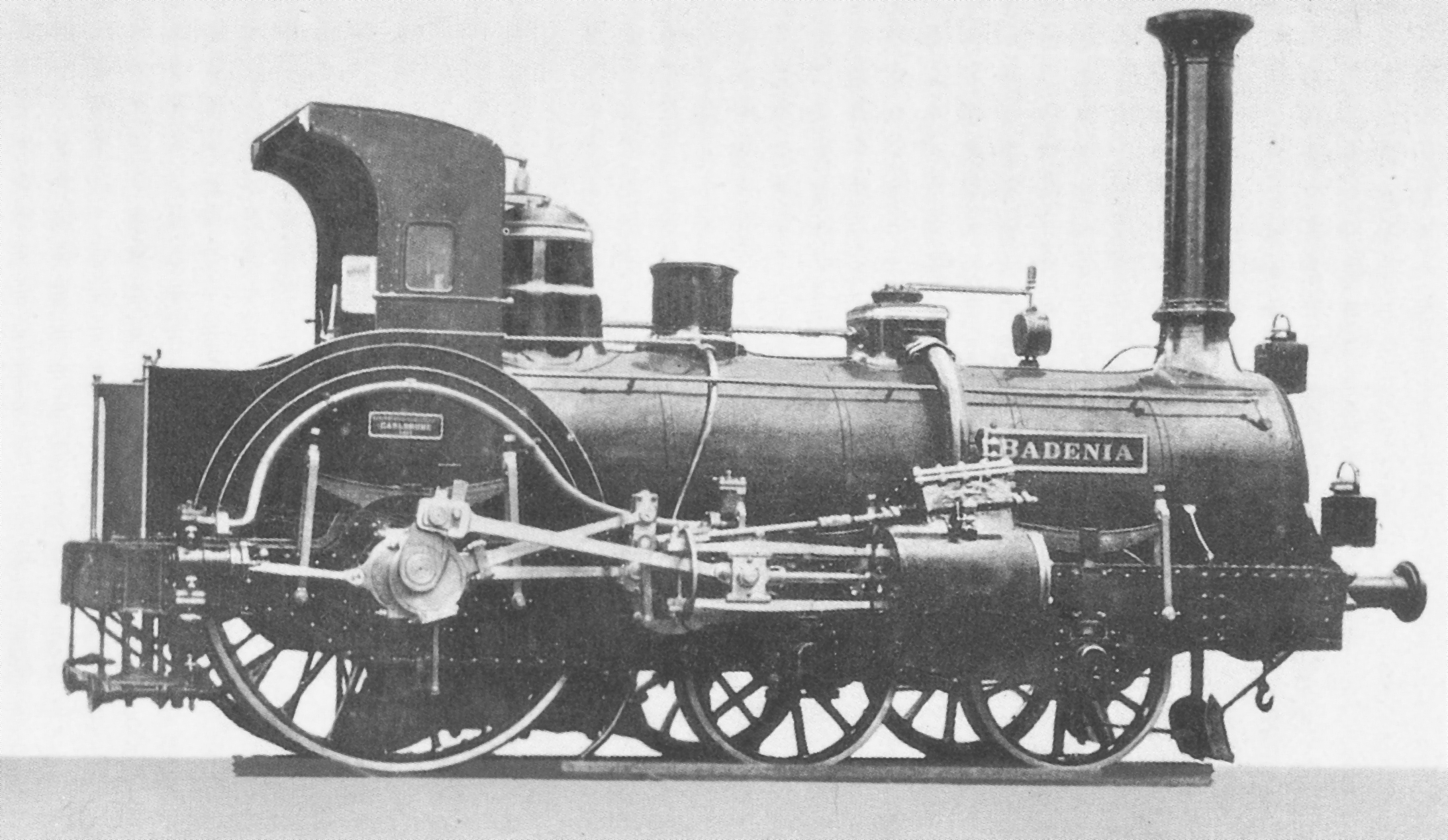
« Badenia » 1863.
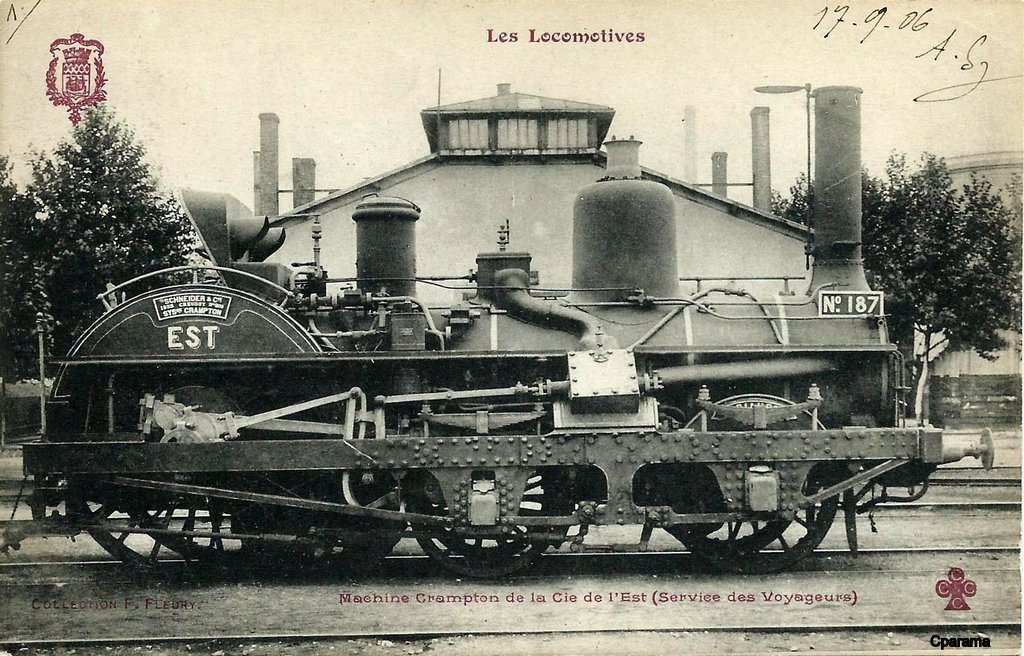
Crampton de la Compagnie des chemins de fer de l'Est.
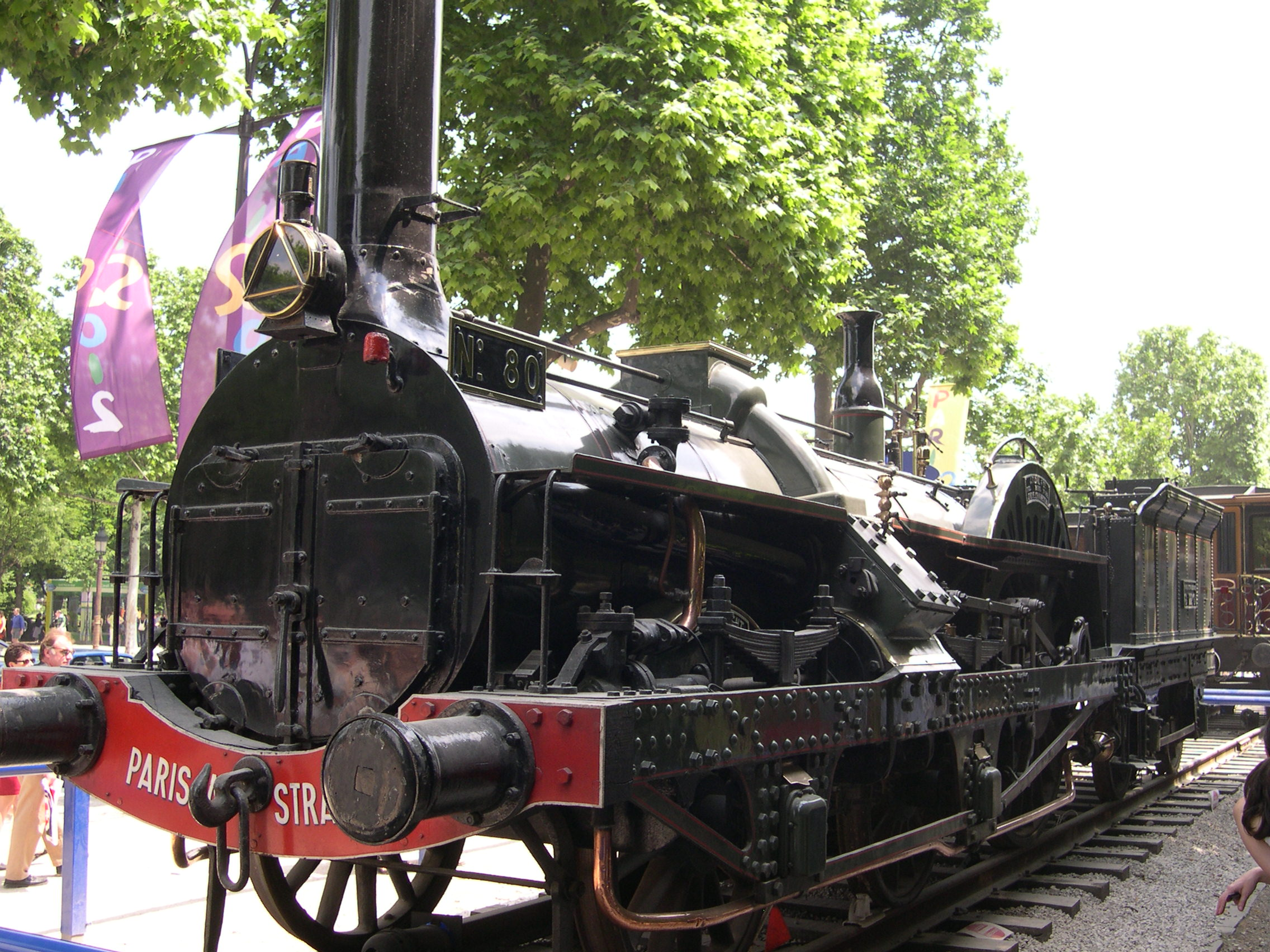
La no 80 sur les Champs Elysées en 2003.